# Spagna ai XV Giochi olimpici invernali
La Spagna partecipò ai XV Giochi olimpici invernali, svoltisi a Calgary, Canada, dal 13 al 28 febbraio 1988, con una delegazione di 12 atleti impegnati in cinque discipline.